# Together Again

《Together Again》(투게더 어겐)은 아일랜드의 포크 그룹 더 더블리너스의 정규 음반이다. 피터 세인트 존이 프로듀서로 참여하였으며, 차임 레코드를 통하여 1979년 발매되었다. 또 이 음반은 더 더블리너스에서 루크 켈리가 참여한 마지막 음반이기도 하다.
| 전문가 평가 | 전문가 평가 |
| 평가 점수   | 평가 점수   |
| 출처        | 점수        |
| ----------- | ----------- |
| Allmusic    | [ 1 ]       |

## 트랙 리스트
표시한 곡을 제외하고 모든 곡은 전통적으로 내려져 오는 노래다.

### 사이드 원
1. "The Mero" (Pete St. John)
2. "The Rare Ould Times" (Pete St. John)
3. "Spey in Spate/The Steam Packet"
4. "Danny Farrell" (Pete St. John)
5. "Song of the Iron Road" (Ewan McColl)
6. "The Old Man" (Ian Campbell)

### 사이드 투
1. "Johnny McGory" (Pete St. John)
2. "The Lag Song" (Ewan McColl)
3. "Sheahan's M1 Gig" (John Sheahan)
4. "And the Band Played Waltzing Matilda" (Eric Bogle)
5. "Toss the Feathers/Maid Behind the Bar"
6. "The Parting Glass"